# Герцог
Ге́рцог (нем. Herzog, фр. duc, англ. duke, итал. duca, лат. dux — от латин. duco «веду») у древних германцев — военный предводитель, избираемый родоплеменной знатью; в Западной Европе, в период раннего Средневековья, — племенной вождь, а в период феодальной раздробленности — крупный территориальный владетель, занимающий первое место после короля в вассально-ленной иерархии. Название переводится со средневерхненемецкого как «воевода», от Her — войско (в современном немецком — Heer) и zog — тот, кто ведет (в современном немецком ziehen — тащить, тянуть).

## История
С образованием и расширением Франкского государства германские герцоги были превращены в должностных лиц короля, которым подчинялись правители отдельных областей — графы. Император Карл Великий (768—814), желая покончить с племенными междоусобицами, упразднил герцогскую власть.
Далее история герцогской власти в различных странах Европы расходится.
В Германии, фактически никогда не являвшейся единым образованием, вновь возникло 5 крупнейших территориальных образований — племенных герцогств, образованных примерно по территории расселения в начале Темных веков одноименных германских племен. Стоящие во главе их племенные герцоги подчинялись королю Германии и императору Священной Римской империи скорее номинально и периодически оспаривали друг у друга право занимать престол империи.
Во Франции в период её становления в качестве государства герцоги (первоначально четыре — Аквитанский, Бретонский, Нормандский, Бургундский) — крупнейшие вассалы французской короны, в начальный период превосходящие короля в могуществе и богатстве и также подчиняющиеся ему фактически номинально. Короли Франции, в ряде случаев обоснованно опасавшиеся своих крупнейших вассалов, поддерживали их лояльность в основном путём заключения браков между представителями королевской и герцогской семей. С течением времени в результате постепенного расширения королевского домена, появилась возможность для создания на его территории многочисленных графских титулов, статус многих из которых в период правления династии Валуа был поднят до герцогств. В степень герцогств также поднимались многочисленные графства, входящие в состав прежних четырех «великих» герцогств — Аквитании, Бретани, Нормандии, Бургундии, по мере того, как их земли постепенно присоединялись к короне.
Иная ситуация сложилась в Англии. Во время нормандского завоевания множество высших англосаксонских дворян пало на поле боя. В результате у занявшего трон Вильгельма Завоевателя появилась возможность полностью перекроить систему территориальных владений, раздав земли своим сторонникам. Но до правления короля Эдуарда III в Англии титула герцога не существовало. Вильгельм и его преемники жаловали своим вассалам в основном титулы барона и графа, именуемого на саксонский манер «эрл». Начиная с правления Эдуарда III, у которого было весьма многочисленное мужское потомство, титулы герцогов учреждаются для младших сыновей короля, так появляются герцоги Йорк, Кларенс, позднее — Бедфорд. Старшему сыну, принцу Уэльскому, в 1337 году одновременно пожалован титул герцога Корнуолла, который наследники трона носят и поныне. Также начиная с правления Эдуарда наиболее преданным слугам короля с титулом графа, титул поднимается до герцогского — так, из соответствующих графских титулов возникают герцоги Ланкастер (с 1485 года герцогом Ланкастером всегда является король), Кларенс, Нортумберленд и другие. Большинство герцогских титулов Британии, существовавших и существующих, обязаны своим возникновением именно возвышением одноименных графов по милости короля.
Поскольку изначально английский герцогский титул носил характер пожалования, нередки были случаи, когда король за провинности конфисковывал герцогский титул в пользу короны, а затем мог снова пожаловать его по своему усмотрению. Иногда герцогский титул переходил к короне, если герцог занимал королевский трон. На континенте в силу аллодиального происхождения, герцогская власть была гораздо сильнее и случаи конфискации герцогств до периода абсолютизма бывали совершенно единичны. Во Франции герцогские титулы в основном объединялись с короной в результате пресечения правящей линии герцогов (как в Бургундии при пресечении Старшего дома), либо путём аннексии, пользуясь слабостью герцога и его неспособностью защищать свои владения (как в случае с захватом Нормандии у Иоанна Безземельного). Титулы герцогов, объединившиеся с французской короной, в дальнейшем обычно жаловались сыновьям правящего монарха. В дальнейшем, с укреплением во Франции абсолютизма, титул герцога постепенно приобрел характер почётного пожалования, не связанного с реальным владением землёй.
В Англии герцоги составляли второй разряд принцев, следующий непосредственно за принцами королевской крови, перед маркизами. Впрочем, из всех ныне существующих герцогов в Британии только титул герцога Корнуолла сопряжён с реальным владением землёй и административными правами на подвластной территории; при этом следует учесть, что титул герцога Корнуолла всегда сопряжен с титулом наследника престола принца Уэльского. Все прочие герцогские титулы, не считая Ланкастерского, который носит сам монарх, являются чисто церемониальными.
Австрия для обозначения принцев и принцесс императорской крови ввела в 1453 году титул «эрцгерцог».
В Германии суверенные герцоги с 1844 года носили предикат «Seine (Ihre) Hoheit» (Его/Её Высочество). Владетельные и медиатизированные имперские князья, в качестве субсидиарного титула имевшие титулы герцогов (Лихтенштейны, Шварценберги), как и все прочие имперские князья, с 1825 года носили предикат «Seine (Ihre) Durchlaucht» (Его/Её Светлость). Герцогский титул имели также все принцы Вюртембергского королевского дома, Саксонского дома Веттинов (Эрнестинская линия), а также глава младшей линии баварского королевского дома Виттельсбахов.
В Англии герцоги имеют предикат «His Grace The Most High, Noble and Potent Prince» (Его Милость Высочайший, Благороднейший и Могущественнейший Принц), «Her Grace The Most Noble Duchess» (Её Милость Благороднейшая Герцогиня).
В Испании герцоги и их наследники, а также гранды Испании и их наследники носят предикат «El Excelentísimo Señor» (Превосходительный Сеньор).
В Италии суверенные герцоги с 1630 года носили предикат «Sua Altezza» (Его Высочество).
Некоторые владетели герцогств в Германии приобрели титул «Великого герцога». В настоящее время такой титул имеет великий герцог Люксембурга Анри (Генрих) с предикатом «Его Королевское Высочество».
В позднеевропейской истории титул герцога утверждается, как правило, за членами королевских фамилий. Кроме герцогских титулов суверенных монархов и титулов аллодиального (феодального) происхождения, существуют дворянские титулы герцогов, пожалованные монархами своим подданным по королевской прерогативе.
Практика присвоения новых титулов герцога до сих пор существует в Испании, Соединённом Королевстве, Бельгии и Швеции. Кроме Испании, где герцогский титул может быть пожалован королём любому подданному в знак особых заслуг, во всех остальных случаях титул герцога жалуется только членам королевских фамилий как дополнительный (так, в Великобритании принц Уильям и Кэтрин Миддлтон после брака стали герцогом и герцогиней Кембриджскими, принц Гарри и Меган Маркл — герцогом и герцогиней Сассекскими; дочь кронпринцессы Швеции Виктории и Даниэля Вестлинга принцесса Эстель при рождении получила титул герцогини Эстергётландской).
Папский Престол после Второго Ватиканского Собора прекратил практику присвоения этого дворянского титула выдающимся католическим мирянам. Монархи Нидерландов прекратили присваивать все виды дворянских титулов в 1931 году, в настоящее время наследственный титул герцога в Нидерландах не носит ни одна семья, и данный титул в Нидерландах вышел из употребления. В Норвегии титул герцога также более не присваивается.
В царской России титул герцога считался равнозначным титулу князя. Некоторое время титул «герцога Ижорского» носил Александр Меншиков. Часто полагают[кто?], что он являлся единственным русским дворянином, носившим титул герцога. Однако это не соответствует действительности (однако он остаётся единственным дворянином, пожалованным герцогским титулом от русского монарха) (см. Список герцогских родов России). Кроме того, титул «дукс» использовался некоторыми русскими князьями из потомков Рюрика в начале XVII века: так называл себя писатель Семён Шаховской, а также автор сочинения «На иконоборцы и на вся злые ереси», в котором С. Ф. Платонов установил князя Ивана Катырёва-Ростовского.

## Франкское королевство (Галлия)

### При Меровингах
В эпоху Меровингов герцоги были высшими функционерами провинциальной администрации. Изначально они являлись военными предводителями, но с VII века приобрели те же административные и судебные полномочия, что и графы. Отличие от последних состояло в том, что графы управляли территориями отдельных городов, тогда как герцоги представляли администрацию сразу нескольких городов, каждый из которых имел своего графа. Кроме того, если деление на графства было постоянным, то группирование графств в герцогства носило временный характер и варьировалось. Соответственно, термин герцогство (ducatus) означал не территорию, а достоинство лица, облеченного рангом герцога, или совокупность его полномочий.
Назначение герцога над группой графств обусловливалось частными причинами: стремлением короны упредить восстание, либо подавить оное, или, к примеру, обеспечить оборону пограничных графств. Григорий Турский упоминает герцога, стоявшего во главе городов Оверни, Родеза и Юзеса; другого, который управлял Туром и Пуатье; еще одного, обозначенного, как герцог Шампани, и прочее. Кроме этих, в источниках фигурируют герцоги, пребывавшие в королевских пфальцах. Из их числа монархи выбирали послов и командующих армиями.
Герцог возглавлял трибунал, но полномочия его суда не превышали таковых у графских трибуналов. Предполагается, что герцоги отправляли правосудие только в особых случаях, по прямому королевскому приказу. Их основной функцией оставался сбор войск нескольких графств. Однотипность полномочий герцогов и графов естественным образом приводила к конфликтам между ними, и графы иногда протестовали против назначения над ними герцога. Так Григорий Турский сообщает, что графы Тура и Пуатье добились от короля Хильдебера отозвания герцога Эннодия, поставленного во главе их городов.

### При Каролингах
Полномочия каролингских герцогов не отличались от тех, что существовали в меровингское время, но, как и в случае с графами, по мере ослабления королевской власти они усиливали свое влияние в провинциях. Именно в конце IX—X веке в королевстве западных франков появились герцогства, правители которых узурпировали прерогативы короны, зависимость от которой с тех пор выражалась лишь посредством формальной вассальной присяги (оммаж). Герцоги Бургундии и Аквитании правили значительными территориями на востоке и юго-западе королевства, а титул герцога франков, принадлежавший Робертинам, как полагают специалисты, означал своего рода вице-короля в диоцезах Реймса, Санса и Тура.
Первым герцогом франков хронисты называют Роберта Сильного. Его власть ограничивали Рамнульф I, граф Пуатье и герцог Аквитании, и Ришар Справедливый, герцог Бургундский. Каждый из этих трех первых французских герцогов начинал с обладания по меньшей мере одним графством на территории своего позднейшего герцогства. Роберт был графом Парижским, Рамнульф — Пуатье, а Ришар владел Отёном и Осером.
В X веке герцогства еще не были наследными, и короли могли передавать их от одних магнатов другим. Аквитанию последовательно передавали графам Оверни, Тулузы и Пуатье. В 943 году Гуго Великий получил Бургундию, а несколько позже Людовик IV Заморский пожаловал ему титул герцога Аквитанского, и тот стал, по выражению Рихера Реймского, герцогом всех галлов. Фактически Гуго не смог распространить свою власть на Аквитанию. После его смерти в 956 году, герцогом франков стал Гуго Капет, а Бургундию получил другой сын — Оттон.
Около 938 года граф Нанта Ален Кривая Борода стал титуловаться герцогом Бретани. В дальнейшем этот титул носили графы Ренна, но французская корона признала его лишь в 1297 году. Потомки викингов, правившие с начала X века в низовьях Сены и на полуострове Котантен, вопреки распространенному мнению, не имели герцогского титула, и назывались графами Руана. Их земля стала называться Нормандией в начале XI века, а первое упоминание о герцоге Нормандском относится к 1006 году, времени правления Ричарда II.
Племенное герцогство Гасконь в предгорьях Пиренеев и колонизированной басками бывшей римской Новемпопулании существовало, предположительно, с конца 760-х годов, времени ликвидации Пипином Коротким Аквитанского принципата. Некий Луп фигурирует в это время в источниках в качестве князя Васконии, а к середине IX века правители этой земли титуловались герцогами Васконии.
В 923 году герцог Рауль Бургундский был избран королем западных франков, а в 987 году Гуго Капет, носивший титул герцога франков, имел достаточно влияния, чтобы отклонить претензии на корону со стороны последних Каролингов, и основать новую династию.

## Франция

### При Капетингах
Герцогство Гасконь в 1032 году объединилось с Аквитанией, и в дальнейшем объединенное владение часто упоминалось как Гиень и Гасконь. При первых Капетингах герцоги Бургундии, Нормандии и Аквитании принадлежали к числу наиболее могущественных вассалов короля Франции, и до конца XIII века только они были пэрами Франции. Полномочия герцогов того времени сложно в точности установить, так как они, с одной стороны, были частично узурпированы у короны, а с другой, ограничивались властью графов-вассалов, также присвоивших себе некоторые прерогативы центральной власти. В различных герцогствах фактический статус герцога был разным.
Герцоги являлись прямыми вассалами короны. С XII века Капетинги стремились вернуть верховной власти права, захваченные знатью при поздних Каролингах, но герцоги, признанные в качестве высшего ранга французского нобилитета, еще долгое время сохраняли значительную власть. Короне удалось присоединить к домену Нормандию и сильно урезать владения герцога Гиени и Гаскони, но в 1297 году Филипп IV Красивый признал герцогский титул за графом Бретани, а в XIV веке в обычай королей Франции вошло создание новых герцогств-апанажей для своих родственников, принцев крови, по терминологии более позднего времени.
Начало этому положил Карл IV Красивый, возведя жалованной грамотой от 27 декабря 1327 сеньорию Бурбон в ранг герцогства для сира Луи де Бурбона, внука Святого Людовика.

### При Валуа
Короли из дома Валуа продолжили создавать новые герцогства. Едва придя к власти, Филипп VI 17 февраля 1337 дал своему старшему сыну Жану герцогство Нормандию, а в 1344 году создал герцогство Орлеанское для младшего сына — Филиппа. В октябре 1360 Иоанн II Добрый возвел графство Анжу в ранг герцогства-пэрства для своего второго сына Луи. Тогда же были созданы герцогства-пэрства Берри и Овернь для Жана де Валуа и Турень для Филиппа Смелого.
Карл VI в 1404 году возвел в ранг герцогства-пэрства графство Немурское для Карла III Благородного, короля Наварры, а в 1414 году графство Алансон для Жана Мудрого.
Подобная практика привела к тому, что по словам писателя XVI века Паскье де Ларока, если раньше королевство Франция по своему могуществу стояло ниже герцогств, то ныне, благодаря тому, что короли по своему желанию могут возводить в герцогский и графский ранг любые городки, замки и сеньории, реальное значение этих титулов заметно снизилось.

…говоря по правде, сегодняшние герцоги и графы — не более чем тень тех, что были во времена Гуго Капета; не имеющие, очевидно, никаких прерогатив других сеньороов, кроме громкого названия и внешнего церемониала; ибо герцог шествует перед графом, как тот перед бароном.— Цит. по: Prou M. Duc, p. 1171
С целью еще большего ограничения прерогатив знати Карл IX в июле 1566 издал в Париже эдикт, позднее подтвержденный Генрихом III эдиктом от 17.08.1576, а затем еще раз подтвержденный на штатах в Блуа (статья 279). Согласно этому документу, отныне возведение сеньории в ранг герцогства, маркизата или графства должно было производиться лишь при условии объединения с королевским доменом в случае пресечения мужской линии владельцев.
Это любопытное распоряжение систематически не выполнялось, так как почти при каждом новом пожаловании лица, получавшие герцогское достоинство, добивались внесения в жалованные грамоты специальных оговорок об исключении из общего правила.

### Три категории герцогов
При Бурбонах во Франции оформились три разновидности герцогских титулов:
1. Герцогства-пэрства (duchés-pairies). Наследственное достоинство, которое иногда могло передаваться и по женской линии. Герцоги и пэры имели право заседать и голосовать в Парижском парламенте, когда там происходили королевские судебные заседания, и в любое время, если речь шла об обсуждении государственных дел. Достоинство герцога и пэра жаловалось королем и требовало обязательной регистрации в парламенте[9][3].
2. Обычные герцогства, или «подлинные герцоги» (ducs vérifiés), не-пэры (duchés non pairies). Наследственное достоинство, подтвержденное королевскими грамотами и зарегистрированное парламентом, и передававшееся в мужской линии по праву первородства. Герцоги имели те же придворные почести (honneurs du Louvre), что и герцоги-пэры (то есть право въезжать в Лувр и другие королевские замки в карете, и право табурета для их жен), но не располагали их политическими правами[9][3]. Первоначально, по утверждению Паскье, для возведения в герцогский ранг сеньория должна была иметь четыре вассальных графства, но это правило далеко не всегда исполнялось, и обычно ограничивались некоторым числом фьефов или приходов, зависимых напрямую от короля и формировавших «совокупность, признанную достаточной» (ensemble jugé suffisant). Герцоги титуловались кузенами короля, так же как маршалы, коннетабли, кардиналы и гранды Испании[10].
3. Герцоги по патенту (ducs à brevet). Лица, возведенные в герцогское достоинство простым патентом (simple brevet) суверена[11]. Пожалование носило персональный характер, и могло наследоваться лишь по особому королевскому распоряжению. Сеньории, принадлежавшие этим лицам, в ранг герцогств не возводились, и патент не подлежал парламентской регистрации. Единственными прерогативами этого звания были возможность носить герцогский титул и пользоваться, в ограниченном объеме, соответствующими почестями в королевских домах[9][12].

Класс герцогов по патенту, ставший весьма многочисленным в XVIII веке, появился в правление Людовика XIV. По словам герцога де Сен-Симона:

Кардинал Мазарини восстановил эту разновидность достоинства, которая давала лишь почести без ранга и наследования, известную при Франциске I и его преемниках, но в течение некоторого времени впавшую в забвение; и которую первый министр посчитал удобным применить для удержания и награждения значительных людей, которых хотел к себе приблизить; именно о них он говорил: «что сделает столько герцогов, что станет равно зазорно, как иметь это звание, так и не иметь оного»; наконец, он и себя им сделал, чтобы вызвать большее желание обладать этими патентами.— Mémoires complets et authentiques du duc de Saint-Simon. T. I, p. 85; Сен-Симон. Мемуары, с. 106
Герцоги всех трех классов могли помещать на своих гербовых щитах герцогскую корону. В 1704 году французские герцоги были взаимно уравнены в достоинстве с грандами Испании. Находясь в этой стране, герцог из Франции пользовался прерогативами гранда, так же как испанский гранд правами местного герцога, будучи во Франции.
На письме герцогам давали титулы «благородия» (grandeur) и «монсеньора» (monseigneur), но это не было обязательным правилом, а в официальных документах их называли «высочайшими и могущественнейшими сеньорами» (très haut et très puissant seigneur). Устное обращение к этим особам — «господин герцог» (monsieur le duc).

### XIX век
Дворянские титулы во Франции были упразднены Законодательным собранием, но при Наполеоне в системе дворянства империи титул герцога стал вторым по рангу после князя империи. Декретом от 30 марта 1806, последовавшим за присоединением к Итальянскому королевству венецианских территорий, в этих провинциях были образованы 12 крупных фьефов с герцогскими титулами:

Мы возвели и возводим в герцогства, великие фьефы нашей империи, ниже поименованные провинции: Далмацию, Истрию, Фриуль, Кадоре, Беллуно, Конельяно, Тревизо, Фельтре, Бассано, Виченцу, Падую, Ровиго. Мы сохраняем за собой право дать инвеституру названных фьефов для передачи по наследству в порядке первородства, мужским наследникам, законным и внебрачным, тех, в пользу кого мы ими распорядимся; и в случае пресечения их потомства, мужского и внебрачного, названные фьефы будут возвращены нашей императорской короне, чтобы перейти в распоряжение наше или наших преемников.— Цит. по: Prou M. Duc, p. 1172
Пятнадцатая часть доходов от новых герцогств была положена обладателям их титулов. Всего Наполеоном было создано 33 титула герцогов империи, и 4 титула герцогов Итальянского королевства. Наконец, декретом от 1 марта 1808 герцогский титул присваивался старшим сыновьям высших сановников:

Старшие сыновья высших сановников смогут иметь право на титул герцога Империи, когда их отец положит в их пользу майорат, дающий 200 000 франков дохода. Этот титул и этот майорат будут подлежать передаче прямым, законным, внебрачным или приемным наследникам, от мужчины к мужчине и в порядке первородства.— Цит. по: Prou M. Duc, p. 1172
Реставрация восстановила дворянские титулы Старого режима, признала титулы герцогов империи, и учредила еще 33 герцогства, чтобы восполнить убыль старинной титулованной знати. При Луи-Филиппе было создано 7 герцогских титулов. Вторая республика в 1848 году вновь их упразднила, но президентским декретом 24 января 1852 они были восстановлены. При Наполеоне III были учреждены последние четыре герцогских титула (Малаховский, Маджента, Морни и Пресиньи).

## Герцогские короны
- Английская герцогская корона
- Бельгийская и нидерландская герцогская корона
- Испанская герцогская корона
- Французская герцогская корона
- Корона герцога и пэра Франции
- Тока герцога бонапартистской Франции